# Keystone (Dakota du Sud)
Pour les articles homonymes, voir Keystone.
La ville américaine de Keystone est située dans le comté de Pennington, dans l’État du Dakota du Sud. Sa population était de 337 habitants au recensement de 2010. La municipalité s'étend sur 2,86 milles carrés (7,41 km2). La localité est surtout célèbre pour abriter le mont Rushmore.
La ville doit son nom à la Keystone Mine, ouverte en 1879.

## Démographie
| 1980 | 1990 | 2000 | 2010 | - | - |
| ---- | ---- | ---- | ---- | - | - |
| 295  | 232  | 311  | 337  | - | - |